# امانوئل اوستاش
امانوئل اوستاش (فرانسوی: Emmanuel Hostache‎; ۱۸ ژوئیهٔ ۱۹۷۵ – ۳۰ مهٔ ۲۰۰۷) ورزشکار بابسلد اهل فرانسه بود.
وی در مسابقات کشوری و بین‌المللی در مجموع برندهٔ ۱ مدال طلا، ۲ مدال برنز شده‌است.